# Josh Booth
Joshua Booth (ur. 9 października 1990) – australijski wioślarz, srebrny medalista olimpijski z Rio de Janeiro.
Zawody w 2016 były jego drugimi igrzyskami olimpijskimi, debiutował w 2012 jako członek ósemki. W Brazylii zajął 2. miejsce w czwórce bez sternika, osadę tworzyli także Joshua Dunkley-Smith, William Lockwood i Alexander Hill.